# Liste des arrondissements d'Eure-et-Loir

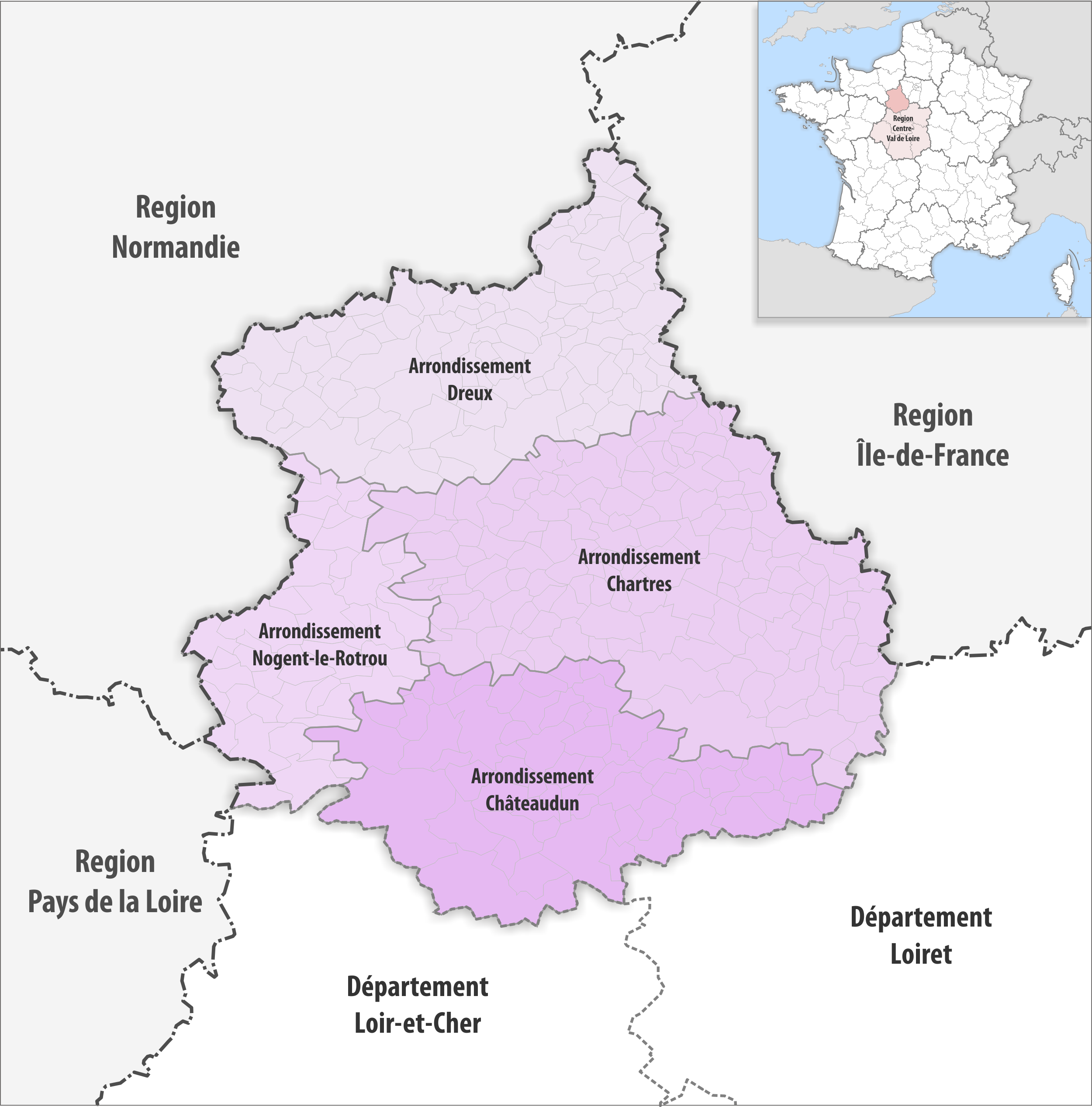
Les 4 arrondissements d'Eure-et-Loir.

Le département d'Eure-et-Loir comprend quatre arrondissements.

## Composition
| Nom                                | Code Insee | Superficie (km2) | Population (dernière pop. légale) | Densité (hab./km2) | Modifier             |
| ---------------------------------- | ---------- | ---------------- | --------------------------------- | ------------------ | -------------------- |
| Arrondissement de Chartres         | 281        | 2 129,50         | 209 975 (2022)                    | 99                 | modifier les données |
| Arrondissement de Châteaudun       | 282        | 1 438,80         | 57 450 (2022)                     | 40                 | modifier les données |
| Arrondissement de Dreux            | 283        | 1 500,50         | 130 609 (2022)                    | 87                 | modifier les données |
| Arrondissement de Nogent-le-Rotrou | 284        | 811,10           | 34 916 (2022)                     | 43                 | modifier les données |
| Eure-et-Loir                       | 28         | 5 880,00         | 432 950 (2022)                    | 74                 | modifier les données |

Cartes des 4 arrondissements d'Eure-et-Loir
Arrondissement de Chartres.
Arrondissement de Châteaudun.
Arrondissement de Dreux.
Arrondissement de Nogent-le-Rotrou.

## Histoire
- 1790 : création du département d'Eure-et-Loir avec six districts : Chartres, Châteaudun, Châteauneuf, Dreux, Janville, Nogent le Rotrou ;
- 1795 : suppression des districts par la Constitution du 5 fructidor an III (22 août 1795) ;
- 1800 : création des arrondissements de Chartres, Châteaudun, Dreux et Nogent-le-Rotrou ;
- 1926 : suppression de l'arrondissement de Nogent-le-Rotrou ;
- 1943 : restauration de l'arrondissement de Nogent-le-Rotrou.